# (35137) Meudon
1992 RT4 (asteroide 35137) é um asteroide da cintura principal. Possui uma excentricidade de 0.15750950 e uma inclinação de 3.18379º.
Este asteroide foi descoberto no dia 2 de setembro de 1992 por Eric Walter Elst em La Silla.